# 94 Ceti
94 Ceti – gwiazda w gwiazdozbiorze Wieloryba. Jest to gwiazda ciągu głównego, widoczna gołym okiem na niebie. Znajduje się około 265 lat świetlnych od Ziemi. Okrąża ją planeta pozasłoneczna o oznaczeniu 94 Ceti b.

## Charakterystyka
94 Ceti jest żółto-białym karłem, reprezentuje typ widmowy F. Ma jasność 3,8 razy większą niż jasność Słońca. Wokół gwiazdy krąży planeta, gazowy olbrzym 94 Ceti b (HD 19994 b), o masie minimalnej 1,68 razy większej niż Jowisz. Została ona odkryta w 2003 roku.
Gwiazda jest także składnikiem układu podwójnego, co 1420 lat okrąża ją słaby czerwony karzeł, krążący w średniej odległości 150 au. Składnik ten, obserwowany z odległości dzielącej obie gwiazdy, świeciłby z podobną jasnością co Księżyc w pełni widziany z Ziemi.